# Charlot e la partita di boxe
Charlot e la partita di boxe (The Knockout) è un cortometraggio del 1914 prodotto e diretto da Mack Sennett. A dispetto del titolo italiano, il film ha come protagonista Roscoe Arbuckle, mentre Charlie Chaplin interpreta l'arbitro in una scena del secondo rullo. Prodotto dalla Keystone Pictures Studio, fu completato il 29 maggio 1914 e distribuito negli Stati Uniti dalla Mutual Film l'11 giugno. In italiano è stato trasmesso in TV col titolo Charlot pugile, mentre in inglese è noto anche come Counted Out e The Pugilist.

## Trama
Per il corpulento Pug nulla è più importante del suo cane e della sua fidanzata. Un delinquente lo impara a sue spese quando tenta di baciare la ragazza e Pug lo sconfigge insieme a tutta la sua banda. Il delinquente riesce allora a convincere il rivale a tentare la fortuna in un match amatoriale contro un truffatore che finge di essere il pugile Cyclone Flynn. Lo spaccone è presto intimidito dalla forza di Pug (lo vede sollevare un peso di 500 libbre con una sola mano) e gli offre di dividere il premio se lui si farà sconfiggere, Pug rifiuta e l'impostore fugge quando il vero Cyclone Flynn arriva in città, pronto a difendere il suo titolo. Prima del match, Pug viene avvicinato da un giocatore d'azzardo che, affermando di voler puntare una grossa somma su di lui, lo minaccia di morte se non vincerà. Pug dà effettivamente del filo da torcere a Cyclone Flynn sul ring, anche se lo zelante arbitro finisce per prendere la maggior parte dei colpi da entrambi i combattenti. Quando Pug si accorge di non poter vincere, ruba una pistola al giocatore d'azzardo e dà luogo a una sparatoria contro Flynn, inseguendolo fin sui tetti della città e fermandosi solo quando, messo infine alle strette dalla polizia, si getta in mare trascinando con sé i poliziotti che l'avevano legato con una corda.

## Distribuzione
Le date di uscita internazionali sono state:
- 11 giugno 1914 negli Stati Uniti
- 8 dicembre 1916 in Spagna (Charlot árbitro)
- 12 gennaio 1917 in Italia
- 1919 in Svezia (Fatty, Charlie Chaplin och storsmockan)
- 28 maggio 1921 in Danimarca (Chaplin contra Fatty)
- 2 dicembre in Finlandia